# Mus phillipsi
Mus phillipsi é uma espécie de roedor da família Muridae.
Pode ser encontrada na Índia e no Nepal.
Os seus habitats naturais são: florestas secas tropicais ou subtropicais, campos de gramíneas subtropicais ou tropicais secos de baixa altitude e desertos quentes.
Está ameaçada por perda de habitat.